# Бубуш
Бубуш, мумуш (мађ. bubus, mumus) је према старомађарском веровању дух, невидљиво створење које плаши децу. Већину времена асоцира на таму, али нема описа њеног лика, чак ни у веровањима других народа. Према одређеним претпоставкама, нигде нема његовог физичког описа, јер је за свакога он оличење сопствених страхова. Злобно духовно биће.

## У обичном говору
У обичном језику, још увек се користи за дисциплиновање деце, на пример „Не плачи јер ће те мумјуш одвести“, „Слушај јер мумуш долази“ („Ne sírj, mert elvisz a mumus”, „Hallgass, mert jön a mumus”).
У народном предању бубуш или мумуш се помиње и са другим именима, његов познати назив је „човек у врећи“, бакас или бакурас или бебеш (böbös), који се чешће користи у Ердељу.

## Појављивање у литератури
- Деже Костолањи: Мумуш и Бубуш (новински списи).
- Стивен Кинг, Појављује се и у његовој приповеци Мумуш. Он убија децу главног јунака. Писац га описује као ”црну љигаву ствар са страшилоглавом са дугим канџама.

- Такође се појављује у књизи Хари Потер и затвореник из Аскабана, касније у Хари Потер и Ватрени пехар, Хари Потер и Ред Феникса. [3]

- Помиње се у роману Ервин Лазара Зелени лифиц у његовој свесци под насловом Манођар.[4] Помиње се такође и у његовој објављеној бајци, али се тамо испоставља да је љупко створење у облику мачке. (Сличне ствари се овде откривају о зеленом лифију, конколу и бакасу, који се такође помиње када се плаше деца.)